# Belboom
Een belboom is een structuur die gebruikt wordt om snel een bepaalde groep mensen telefonisch te bereiken.
De eerste persoon in het schema belt bijvoorbeeld twee mensen. Die bellen elk op hun beurt weer twee mensen, die op hun beurt ook elk weer twee mensen bellen enzovoorts. Zo kan iedereen structureel geordend en bereikt worden met minimale inzet en tijd.
De belboom is een populaire optie voor bijvoorbeeld het doorgeven van absentie.